# Ribamar
Ribamar est une ville portugaise de la commune de Lourinhã, avec 5,73 km2 de secteur et de 2 080 habitants (2001). 
Sa densité est de 363,0 hab/km2.

## Caractéristiques
« Ribamar, terre tournée vers l'Atlantique ».
Ribamr est une ville portugaise du District de Lisbonne

## Histoire
La ville de Ribamar serait à origine dans le siècle XVI, vu que dans 1527, dans le règne de D. João III a été effectué un recensement de la population du royaume et Ribamar déjà comptait avec environ 12 habitants. 
Beaucoup sont les légendes qui se vont en compter de génération dans génération, mais une certitude a depuis cette date, Ribamar ne s'est jamais arrêtée de s'agrandir, très en cause ne pas être un lieu où les hommes trouvaient cela qui plus avaient besoin, c'est-à-dire, terres fertiles, grandes quantités d'arbres pour la construction navale et un excellent lieu pour port de pêche.

## Agrandissement et service
Ribamar voit apparaître le Centre Social et Culturel qui encore aujourd'hui est une des bases de cette ville, avec les plus diverses aides à population locale, depuis, Centre de Santé, Crèche, Poste de CTT (la Poste Portugaise).

## Localisation
La ville de Ribamar est limitée le Sud par Maceira (commune de Torres Vedras), au Nord par Atalaia (Lourinhã), et par Santa Bárbara (Lourinhã) (toutes les deux sont de la commune de Lourinhã) et à Ouest par l'Océan Atlantique.

## Économie
L'activité économique de Ribamar est l'agriculture.

### Tourisme
La côte Ouest de l'Océan Atlantique, est un important pôle d'attraction touristique locale grâce à ces plages de Valmitão, Porto Dinheiro et Zimbral

## Population
Ribamar, selon les Recensements de 2001, a une population résidante de 2 081 habitants, parmi lesquels 417 jeunes avec moins de 18 ans et, selon des données d'archive, de 243 personnes âgées avec plus de 65 ans, dans un total de 753 familles. 
POPULATION :
- Résidents       - 2 081
- Enfants         - 10 %
- Adolescents     - 20 %
- Adultes         - 60 %
- Personnes âgées - 10 %
- Émigrant        - 15 %
- Immigrant       - 2 %

## Localisation
- Il est tout près de la Ville de Lourinhã
- Le port de Peniche est seulement à 15 km.